# Kamarcsa
Kamarcsa (horvátul Novigrad Podravski) falu és község Horvátországban Kapronca-Kőrös megyében. Közigazgatásilag Borovljani, Delovi, Javorovac, Plavšinac, Srdinac és Vlaislav települések tartoznak hozzá.

## Fekvése
Kaproncától 15 km-re délkeletre a Bilo-hegység lejtőin, a drávamenti főút mentén, a Komarnica-patak partján fekszik.

## Története
A legvalószínűbb feltételezések szerint a középkorban mai Novigrad területén állt a Drávamente egyik legfontosabb erőssége Kamarcsa vára. A vár, mely 1316 és 1322 között épülhetett a Varasdon, Kaproncán, Verőcén és Eszéken áthaladó fontos drávamenti hadiutat ellenőrizte a korabeli forrásokban "Camarniza", "Comarcha" és "Komarnic" alakban is feltűnik, várispánság és főesperesség székhelye is volt. A település és vára ebben az időben Babonics János birtokában volt. Nem sokkal ez után Mikcs bán tulajdonába került. Kamarcsa eredetileg ősi horvát nemzetségi megye lehetett, melyet már Imre király egy 1201-ben kelt oklevele említ. Névadója, a Komár nemzetség neve egy ősi horvát törzs nevéből keletkezhetett. A Kamarcsa név 1229-ben víznévként is felbukkan egy oklevélben, melyben azokról földekről esik szó, melyek Illés fiai, Pál és Gergely tulajdonában voltak. Birtokként 1256-ban említik először, 1316-ban pedig már egyháza is szerepel "ecclesia beate virgins de Kamarcha" alakban. Ekkoriban kezdődhetett a vár építése, melynek maradványait kutatók a település déli részén a Komarnica-patak nagy kanyarjában sejtik, mely ma is méterekkel kiemelkedik a környezetéből.
Az 1501-es egyházlátogatás során említik az itteni Szűz Máriáról nevezett plébániát "Plebania B. Virgins in Kamarcza" alakban. A virágzó középkori település várával együtt valószínűleg 1532-ben pusztult el, amikor a Kőszeg ostroma alól visszatérő szultáni sereg más környező várakkal együtt földig rombolta. Ezután a vidék évtizedekig pusztaság volt, maradék lakossága az 1552. évi török hadjárat során menekült el. Az első kisebb erősség 1577-ben épült fel itt, melyben 50 főnyi helyőrség tartózkodott. 1626-ban a horvát szábor az itteni vár megerősítését rendelte el. Novigrad település alapítása a 17. század első felére tehető. Matija Sumer kaproncai plébános 1638-ban a zágrábi püspöknek írt leveléből kitűnik, hogy a település lakossága részben szlovinokból, azaz északi katolikus horvátokból, részben vlahokból állt, mely a pravoszlávok akkori horvát elnevezése volt. Várát árok övezte, melybe a Komarnica vizét vezették. Plébániáját 1654-ben alapították, ekkor épült fel a Szent Katalin plébániatemplom. Egyházi iskoláját 1700-ban alapították. A 18. század közepén a katonai határőrvidék része lett, a szentgyörgyi határőrezred egyik százada állomásozott a faluban egészen a katonai közigazgatás 1873-as megszüntetéséig. Az Apostolok Szétválása plébániatemplom 1830-ban épült fel. Novigrad községet 1871-ben alapították.
A falunak 1857-ben 3220, 1910-ben 3909 lakosa volt. Trianonig Belovár-Kőrös vármegye Kaproncai járásához tartozott. 2001-ben a 2183 lakosa volt. A településen alapiskola és óvoda működik.

## Nevezetességei
Apostolok Szétválása (Rastanka Sv. Apostola) tiszteletére szentelt plébániatemploma 1830-ban épült. Egyhajós észak-déli irányban tájolt épület, téglalap alaprajzú hajóval, valamint keskenyebb, hosszúkás, félköríves szentéllyel, mellette a nyugati oldalon egyemeletes sekrestye, a déli főhomlokzaton pedig harangtorony található. Boltozatát csehsüvegboltozat képezi, amelynek boltmezőit gerendák választják el. A fő nyugati homlokzatot pilaszterek osztják függőlegesen három részre, amelyek közül a középső a harangtorony szélességében kiemelkedik, és a portál téglalap alakú nyílásával tagolódik. A templom történeti jellegzetességekkel rendelkező berendezése a 20. század elejéről származik. A plébániatemplom a 19. század első feléből származó klasszicista építészet egyik szép példája.
A temetőben álló, Assisi Szent Klára tiszteletére szentelt temploma egyhajós épület, téglalap alaprajzú, keskenyebb, sokszög záródású szentéllyel, az északi oldalán sekrestyével és a nyugati főhomlokzat központi tengelyében emelkedő harangtoronnyal. A szentély keresztboltozatos. A mai templom 1659-ben épült egy régebbi, gótikus stílusú kápolna helyén. Egykor Alexandriai Szent Katalinnak volt szentelve, de amikor plébániatemplommá vált, titulusa is megváltozott. 1680 után már falazott épületként említik, boltíves szentéllyel és sekrestyével, de torony nélkül. Több átalakítás után a templom 1894-ben nyerte el mai formáját.

## Kultúra
- A helyi kulturális egyesületnek színjátszó, képzőművészeti, folklór, mazsorett csoportja, énekkara működik.
- A helyi bortermelők egyesülete 2001-ben alakult.
- Könyvtár és olvasóterem.
- Önkéntes tűzoltóegylet.
- Polgári egyesület.
- Nőegylet.

## Sport
- Golub Vadásztársaság
- Drava Labdarúgóklub
- Hegymászóklub
- Drava női kosárlabdaklub